# مقام الشيخ أبو العزم
مقام الشيخ أبو العزم هو مسجد يقع في حي الدرج في قطاع غزة. بُني المسجد عام 1291 في عهد الأشرف صلاح الدين خليل، وتعرض للهدم ثم أعاد بناءه الملك الأشرف قانصوه الغوري. ظهر للمسجد أراضي وقف عديدة كالبساتين التي كانت تعرف بوقف سيدي الشيخ أبي العزم قدس الله سره، الذي هو علامة الشيخ محمد شمس الدين أبو العزم الذي ينسب إليه المقام وأصله من المغرب أتى إلى البلد في نهاية العصر المملوكي وتوفي في غزة، وانتقل أحفاده إلى القدس، وعملوا بوظيفة التوقيت وأصبحوا يعرفوا الآن في مدينة القدس ب آل المواقيت.

## العمارة
يتكون المسجد من ديوان كبير للصلاة، وغرفتين كبيرتين، وساحة وبئر. شكّل المسجد مكان للصلاة، واستخدم كمدرسة سميت "كتاب الفنون"، كان يُدرس فيها تلاوة القرآن الكريم والتجدويد والعلوم الأخرى. تعرض المسجد للاندثار ولم يبقَ منه سوى غرفة حديثة صغيرة قامت ببنائها وزارة الأوقاف حديثاً لتضم فقط ضريح الشيخ أبو العزم. يوجد بلاطة رخامية أعلى عتبة باب زاويته مكتوب عليها ثلاثة سطور تعرضت أطرافها للكسر وجاء في السطر الأول، مساجد الله من آمن بالله واليوم الآخر، وفي السطر الثاني والراجي عفوه ومغفرته وجلاله وأوقف عليه الأرض، فيما جاء في السطر الثالث، وذلك بتاريخ الخامس والعشرين من جمادى الأولى سنة تسعين وستمئة.

## المراج
1. ↑  "palestineremembered". مؤرشف من الأصل في 2024-12-07. اطلع عليه بتاريخ 2024-12-5.
2. ↑  "مسجد "الشيخ أبو العزم" لم يبق منه سوى ضريح". صحيفة الخليج. اطلع عليه بتاريخ 2024-12-05.
3. ↑  "الأكاديمية الصوفية للدراسات العرفية والصوفية". مؤرشف من الأصل في 2024-04-22. اطلع عليه بتاريخ 2024-12-6.